# Tetrorchidium gabonense
Tetrorchidium gabonense är en törelväxtart som beskrevs av Franciscus Jozef Breteler. Tetrorchidium gabonense ingår i släktet Tetrorchidium och familjen törelväxter.
Artens utbredningsområde är Gabon. Inga underarter finns listade i Catalogue of Life.